# Yoshikazu Norota
Yoshikazu Norota (né le 9 mars 1972) est un ancien sauteur à ski japonais.

## Palmarès

### Coupe du Monde
- Meilleur classement final: 45e en 1998.
- Meilleur résultat: 5e.